# Pasi Laaksonen
Pasi Laaksonen (Jyväskylä, 15 augustus 1972) is een voormalig profvoetballer uit Finland, die speelde als doelman gedurende zijn carrière. Hij werd in 1998 uitgeroepen tot het grootste talent van de Veikkausliiga. beëindigde zijn actieve loopbaan in 2003 bij de Finse club FC Jokerit.

## Interlandcarrière
Laaksonen kwam in totaal vijf keer uit voor de nationale ploeg van Finland in de periode 1999–2001. Hij maakte zijn debuut onder leiding van bondscoach Richard Møller-Nielsen op woensdag 18 augustus 1999 in de vriendschappelijke uitwedstrijd tegen België (3-4) in Brussel, net als aanvallers Shefki Kuqi en Vesa Vasara. Laaksonen moest in dat duel in de rust plaatsmaken voor Jani Viander.

## Erelijst
FC Jokerit
- Suomen Cup

1999